# Yoshioka
Yoshioka (jap. 吉岡町 Yoshioka-machi) – miasto w Japonii, na wyspie Honsiu, w prefekturze Gunma. Według danych na rok 2020 miejscowość zamieszkiwało 21 792 mieszkańców , a gęstość zaludnienia wyniosła 1065,1 os./km².